# Список програм, які транслює The CW
Це список програм, які зараз транслюються, транслювалися або незабаром транслюватимуться на The CW. Деякі програми транслювалися на UPN і The WB і були перенесені на CW, коли мережі припинили трансляцію.

## Поточні програми

### Драма
| Назва                                 | Жанр                         | Прем'єра                 | Сезони               | Хронометраж | Статус                                         |
| ------------------------------------- | ---------------------------- | ------------------------ | -------------------- | ----------- | ---------------------------------------------- |
| «Флеш»                                | Супергеройський серіал Драма | 7 жовтня 2014            | 8 сезонів, 171 серій | 41–45 хв.   | Прем'єра 9 сезону 8 лютого 2023 року           |
| «Рівердейл»                           | Підліткова драма             | 26 січня 2017            | 6 сезонів, 117 серій | 42–46 хв.   | Прем'єра сьомого сезону 29 березня 2023 року   |
| «Всеамериканський»                    | Драма                        | 10 жовтня 2018           | 5 сезонів, 80 серій  | 42–49 хв.   | 5 сезон в трансляції Продовжено                |
| «Два речення страшні історії»         | Антологія                    | 8 серпня 2019            | 3 сезони, 30 серій   | 19–20 хв.   | В очікуванні                                   |
| «Ненсі Дрю»                           | Драма                        | 9 жовтня 2019            | 3 сезони, 49 серій   | 40–44 хв.   | Прем'єра четвертого сезону 31 травня 2023 року |
| «Вокер»                               | вестерн                      | 21 січня 2021            | 3 сезони, 48 серій   | 40–43 хв.   | 3 сезон в трансляції                           |
| «Супермен і Лоїс»                     | драма                        | 23 лютого 2021           | 2 сезони, 30 серій   | 43–44 хв.   | Прем'єра третього сезону 14 березня 2023       |
| «Кунг-Фу»                             | Бойовик                      | 7 квітня 2021            | 3 сезони, 34 серій   | 41–42 хв.   | 3 сезон в трансляції                           |
| «Всеамериканський: Повернення додому» | Драма                        | 21 лютого 2022           | 2 сезони, 22 серії   | 42–57 хв.   | 2 сезон в трансляції                           |
| «Вокер: Незалежність»                 | Вестерн                      | 6 жовтня 2022            | 1 сезон, 10 серій    | 42–43 хв.   | 1 сезон в трансляції                           |
| «Вінчестери (телесеріал)»             | Драма                        | 11 жовтня 2022           | 1 сезон, 9 серій     | 42–43 хв.   | 1 сезон в трансляції                           |
| В очікуванні прем'єри                 |                              |                          |                      |             |                                                |
| «Лицарі Готема»                       | Драма                        | Прем'єра 14 березня 2023 | TBA                  | TBA         | В очікуванні                                   |